# Alexander Wladimirowitsch Wolkow (Tennisspieler)
Alexander Wladimirowitsch Wolkow (russisch Александр Владимирович Волков, wiss. Transliteration Aleksandr Vladimirovič Volkov; englisch Alexander Vladimirovich Volkov; * 3. März 1967 in Kaliningrad, Russische SSR, Sowjetunion; † 19. Oktober 2019 ebenda) war ein russischer Tennisspieler.

## Karriere
Wolkow wurde 1988 Profi und nahm im selben Jahr für die Sowjetunion an den Olympischen Spielen teil. Größere Bekanntheit erlangte er 1990, als er die damalige Nummer eins im Herrentennis Stefan Edberg bei den US Open in der ersten Runde ausschaltete. 1993 konnte er beim gleichen Turnier mit dem Halbfinale seinen größten Erfolg bei einem Grand-Slam-Turnier erreichen. Nachdem er in den Jahren 1989 und 1990 bereits dreimal ein Finale hatte erreichen können, gewann Wolkow 1991 in Mailand sein erstes ATP-Turnier. 1991 hätte er fast den Turniersieg von Michael Stich in Wimbledon verhindert. Im Achtelfinale zwang er Stich zu fünf Sätzen und unterlag, nach einer 5:3-Führung, im entscheidenden 5. Satz mit 5:7. Seinen zweiten Titel sicherte er sich 1993 in Auckland. 1993 beendete er in Moskau den Comebackversuch der Tennislegende Björn Borg; Borg trat danach nie wieder auf der Herrentour an. 1994 gewann er beim Kremlin Cup sein drittes und letztes Turnier als Tennisprofi. Seine beste Weltranglistenposition erreichte er im August 1993 mit Platz 14.
Im Davis Cup stieß Wolkow bei der Veranstaltung 1994 mit der russischen Mannschaft bis ins Endspiel vor. Das Finale in Moskau verloren die Gastgeber mit 1:4 gegen Schweden.
Wolkow war eigentlich Rechtshänder, schulte aber nach einer Schulterverletzung in der Jugend auf links um.
Nach dem Karriereende 1998 arbeitete Wolkow als Trainer und führte Marat Safin zum Gewinn zweier Grand-Slam-Turniere (US Open 2000 und Australian Open 2005). 2007 endete die Zusammenarbeit. Wolkow starb im Alter von 52 Jahren.

## Erfolge
| Legende                       |
| Grand Slam                    |
| ATP World Tour Finals         |
| ATP Masters Series            |
| ATP International Series Gold |
| ATP International Series (3)  |
| ATP Challenger Tour (1)       |

| ATP-Titel nach Belag |
| Hartplatz (1)        |
| Sand (0)             |
| Rasen (0)            |
| Teppich (2)          |

### Einzel

#### Turniersiege

##### World Tour
| Nr. | Datum            | Turnier  | Belag       | Finalgegner        | Ergebnis  |
| --- | ---------------- | -------- | ----------- | ------------------ | --------- |
| 1.  | 4. Februar 1991  | Mailand  | Teppich (i) | Cristiano Caratti  | 6:1, 7:5  |
| 2.  | 11. Januar 1993  | Auckland | Hartplatz   | MaliVai Washington | 7:62, 6:4 |
| 3.  | 7. November 1994 | Moskau   | Teppich (i) | Chuck Adams        | 6:2, 6:4  |

##### Challenger Tour
| Nr. | Datum            | Turnier | Belag     | Finalgegner    | Ergebnis |
| --- | ---------------- | ------- | --------- | -------------- | -------- |
| 1.  | 3. November 1996 | Aachen  | Hartplatz | David Prinosil | 6:3, 7:6 |

#### Finalteilnahmen
| Nr. | Datum            | Turnier      | Belag       | Finalgegner        | Ergebnis      |
| --- | ---------------- | ------------ | ----------- | ------------------ | ------------- |
| 1.  | 19. Februar 1989 | Mailand      | Teppich (i) | Boris Becker       | 1:6, 2:6      |
| 2.  | 19. Februar 1990 | Rosmalen     | Rasen       | Amos Mansdorf      | 3:6, 6:7      |
| 3.  | 14. Oktober 1990 | Rosmalen     | Teppich (i) | Ronald Agénor      | 6:4, 4:6, 6:7 |
| 4.  | 5. Januar 1992   | Wellington   | Hartplatz   | Jeff Tarango       | 1:6, 0:6, 3:6 |
| 5.  | 1. März 1992     | Rotterdam    | Teppich (i) | Boris Becker       | 6:7, 6:4, 2:6 |
| 6.  | 5. April 1992    | Johannesburg | Hartplatz   | Aaron Krickstein   | 4:6, 4:6      |
| 7.  | 9. Januar 1994   | Adelaide     | Hartplatz   | Jewgeni Kafelnikow | 4:6, 3:6      |
| 8.  | 2. Februar 1997  | Shanghai     | Teppich (i) | Ján Krošlák        | 2:6, 6:7      |

### Doppel

#### Finalteilnahmen
| Nr. | Datum             | Turnier     | Belag       | Partner             | Finalgegner                     | Endergebnis |
| --- | ----------------- | ----------- | ----------- | ------------------- | ------------------------------- | ----------- |
| 1.  | 10. November 1991 | Moskau      | Teppich (i) | Andrei Tscherkassow | Eric Jelen Carl-Uwe Steeb       | 4:6, 6:7    |
| 2.  | 17. Januar 1993   | Auckland    | Hartplatz   | Alex Antonitsch     | Grant Connell Patrick Galbraith | 3:6, 6:7    |
| 3.  | 25. August 1996   | Long Island | Hartplatz   | Hendrik Dreekmann   | Luke Jensen Murphy Jensen       | 3:6, 6:7    |